# Минераловодский район
Минералово́дский район — территориальная единица в Ставропольском крае России. В границах района образован Минералово́дский муниципальный округ.
Административный центр — город Минеральные Воды.

## География
Район и соответствующий ему муниципальный округ расположен в юго-восточной части Ставропольского края, в долине реки Кума, и входит в особо охраняемый эколого-курортный регион РФ — Кавказские Минеральные Воды.

## История
В 1924 году Декретом ВЦИК от 2 июня был образован Минераловодский район.
11 января 1943 года Минераловодский район освобождён от немецко-фашистских захватчиков.
1 февраля 1963 года были образованы вместо существующих 15 сельских районов: Александровский, Апанасенковский, Благодарненский, Воронцово-Александровский, Георгиевский, Изобильненский, Ипатовский, Кочубеевский, Красногвардейский, Курский, Левокумский, Минераловодский, Петровский, Прикумский и Шпаковский.
12 января 1965 года Президиум Верховного Совета РСФСР постановил:
Арзгирский, Александровский, Апанасенковский, Благодарненский, Георгиевский район, Изобильненский, Ипатовский, Кочубеевский, Красногвардейский, Курский район, Левокумский, Минераловодский, Новоалександровский район, Петровский район, Прикумский, Советский и Шпаковский сельские районы преобразовать в районы.
17 января 1991 года решением Президиума Ставропольского краевого Совета народных депутатов в Минераловодском районе был образован Греческий сельсовет с центром в селе Греческом, выделенном из состава Розовского сельсовета этого же района.
4 октября 2004 года в границах района был образован Минераловодский муниципальный район.
Законом Ставропольского края от 28 мая 2015 года муниципальные образования Минераловодского района были объединены в Минераловодский городской округ.В соответствии с законом Ставропольского края от 30 мая 2023 года №48-кз Минераловодский городской округ Ставропольского края наделён статусом  муниципального округа.

## Население
| 1926     | 1931     | 1939     | 1959     | 1970     | 1979     | 1989     | 1990     | 1991     | 1992     | 1993     | 1994     |
| -------- | -------- | -------- | -------- | -------- | -------- | -------- | -------- | -------- | -------- | -------- | -------- |
| 19 228   | ↗55 041  | ↗68 298  | ↘31 414  | ↗44 478  | ↘40 338  | ↘38 338  | ↗39 299  | ↗40 015  | ↗40 917  | ↗41 730  | ↗42 635  |
| 1995     | 1996     | 1997     | 1998     | 1999     | 2000     | 2001     | 2002     | 2003     | 2004     | 2005     | 2006     |
| ↗43 440  | ↗44 182  | ↗44 357  | ↗45 046  | ↗45 517  | ↗45 894  | ↗46 204  | ↗46 626  | ↘46 503  | ↘46 372  | ↘46 203  | ↘45 891  |
| 2007     | 2008     | 2009     | 2010     | 2011     | 2012     | 2013     | 2014     | 2015     | 2016     | 2017     | 2018     |
| ↘45 496  | ↗45 705  | ↘45 667  | ↗140 905 | ↘140 795 | ↗140 838 | ↗140 847 | ↗141 041 | ↘140 995 | ↘140 323 | ↘139 984 | ↘139 082 |
| 2019     | 2020     | 2021     | 2023     | 2024     | 2025     |          |          |          |          |          |          |
| ↘137 732 | ↘137 173 | ↘133 463 | ↘131 778 | ↘130 865 | ↘130 145 |          |          |          |          |          |          |

Половой состав
По итогам переписи населения 2010 года проживали 64 676 мужчин (45,90 %) и 76 229 женщин (54,10 %).

### Урбанизация
В городских условиях (Анджиевский, Минеральные Воды) проживают 57,40 % населения района.

### Национальный состав
По итогам переписи населения 2010 года проживали следующие национальности (национальности менее 1 %, см. в сноске к строке «Другие»):
| Национальность | Численность | Процент |
| -------------- | ----------- | ------- |
| Русские        | 111 030     | 78,80   |
| Армяне         | 11 734      | 8,33    |
| Ногайцы        | 3623        | 2,57    |
| Греки          | 2618        | 1,86    |
| Украинцы       | 1799        | 1,28    |
| Другие         | 10 101      | 7,17    |
| Итого          | 140 905     | 100,00  |

По итогам переписи населения 2020 года проживали следующие национальности (национальности менее 1 % и другое, см. в сноске к строке «Другие»):
| Национальность | Численность, чел. | Доля     |
| -------------- | ----------------- | -------- |
| Русские        | 104 569           | 78,35 %  |
| Армяне         | 8391              | 6,29 %   |
| Ногайцы        | 3685              | 2,76 %   |
| Греки          | 1746              | 1,31 %   |
| Другие         | 15 072            | 11,29 %  |
| Итого          | 133 463           | 100,00 % |

## Муниципально-территориальное устройство до 2015 года
С 2004 до 2015 года в состав Минераловодского муниципального района входили два городских и 13 сельских поселений:
| №        | Муниципальное образование      | Административный центр    | Количество населённых пунктов | Население (чел.) |
| -------- | ------------------------------ | ------------------------- | ----------------------------- | ---------------- |
| 1e-06    | Городские поселения:           |                           |                               |                  |
| 1        | город Минеральные Воды         | город Минеральные Воды    | 1                             | 68 761           |
| 2        | посёлок Анджиевский            | посёлок Анджиевский       | 1                             | 5943             |
| 2.000002 | Сельские поселения:            |                           |                               |                  |
| 3        | Гражданский сельсовет          | село Гражданское          | 5                             | 4308             |
| 4        | село Греческое                 | село Греческое            | 1                             | 1124             |
| 5        | Левокумский сельсовет          | село Левокумка            | 2                             | 8529             |
| 6        | Ленинский сельсовет            | посёлок Новотерский       | 9                             | 13 616           |
| 7        | Марьино-Колодцевский сельсовет | село Марьины Колодцы      | 6                             | 3105             |
| 8        | село Нагутское                 | село Нагутское            | 1                             | 2912             |
| 9        | Нижнеалександровский сельсовет | село Нижняя Александровка | 3                             | 1573             |
| 10       | Первомайский сельсовет         | посёлок Первомайский      | 3                             | 1573             |
| 11       | Перевальненский сельсовет      | хутор Перевальный         | 3                             | 1695             |
| 12       | Побегайловский сельсовет       | село Побегайловка         | 5                             | 5927             |
| 13       | Прикумский сельсовет           | село Прикумское           | 7                             | 5363             |
| 14       | Розовский сельсовет            | село Розовка              | 3                             | 1542             |
| 15       | Ульяновский сельсовет          | село Ульяновка            | 3                             | 2044             |

## Населённые пункты
Распределение населения района:
 Минеральные Воды (52,83 %) Левокумка (5,00 %) Анджиевский (4,57 %) Первомайский  (3,53 %) Канглы  (2,67 %) Остальные (31,4 %)
В городском округе 53 населённых пункта:
| №  | Населённый пункт     | Тип населённого пункта        | Население |
| -- | -------------------- | ----------------------------- | --------- |
| 1  | Анджиевский          | посёлок (пгт)                 | ↘5943     |
| 2  | Апанасенко           | хутор                         | ↘100      |
| 3  | Безивановка          | хутор                         | ↘100      |
| 4  | Бородыновка          | посёлок                       | ↗2730     |
| 5  | Братство и Равенство | хутор                         | →0        |
| 6  | Весёлый              | хутор                         | ↗200      |
| 7  | Возрождение          | хутор                         | ↘100      |
| 8  | Гражданское          | село                          | ↘2541     |
| 9  | Греческое            | село                          | ↗1124     |
| 10 | Долина               | село                          | ↗500      |
| 11 | Дунаевка             | село                          | ↘700      |
| 12 | Еруслановка          | село                          | ↘200      |
| 13 | Загорский            | посёлок                       | ↘1596     |
| 14 | Западный Карамык     | хутор                         | ↘16       |
| 15 | Змейка               | посёлок                       | ↗2768     |
| 16 | имени Тельмана       | хутор                         | ↗92       |
| 17 | Канглы               | село                          | ↗3470     |
| 18 | Красное Поле         | посёлок                       | ↘21       |
| 19 | Красный Пахарь       | хутор                         | ↗4182     |
| 20 | Кумагорск            | посёлок                       | ↘100      |
| 21 | Кумской              | посёлок                       | ↗600      |
| 22 | Левокумка            | село                          | ↘6507     |
| 23 | Ленинский            | посёлок                       | ↘1616     |
| 24 | Лысогорский          | хутор                         | ↗500      |
| 25 | Любительский         | хутор                         | →200      |
| 26 | Марьины Колодцы      | село                          | ↘1944     |
| 27 | Минеральные Воды     | город, административный центр | ↘68 761   |
| 28 | Мирный               | посёлок                       | ↘200      |
| 29 | Нагутское            | село                          | ↘2912     |
| 30 | Нижнебалковский      | посёлок                       | ↘100      |
| 31 | Нижняя Александровка | село                          | ↘1489     |
| 32 | Николаевская Степь   | хутор                         | ↘100      |
| 33 | Новая Жизнь          | хутор                         | ↘87       |
| 34 | Новогодний           | хутор                         | ↗35       |
| 35 | Новомирский          | хутор                         | ↘33       |
| 36 | Новотерский          | посёлок                       | ↘1805     |
| 37 | Орбельяновка         | село                          | ↘1436     |
| 38 | Первомайский         | посёлок                       | ↗4588     |
| 39 | Перевальный          | хутор                         | ↗1140     |
| 40 | Побегайловка         | село                          | ↘2273     |
| 41 | Привольный           | посёлок                       | ↘100      |
| 42 | Прикумское           | село                          | ↘1534     |
| 43 | Розовка              | село                          | ↗1127     |
| 44 | Садовый              | хутор                         | ↘1200     |
| 45 | Свободный Труд       | хутор                         | ↘300      |
| 46 | Славянский           | хутор                         | ↗1000     |
| 47 | Старотарский         | хутор                         | ↗200      |
| 48 | Сунжа                | село                          | ↗800      |
| 49 | Сухая Падина         | хутор                         | ↘300      |
| 50 | Ульяновка            | село                          | ↗1937     |
| 51 | Успеновка            | село                          | ↗400      |
| 52 | Утренняя Долина      | хутор                         | ↘57       |
| 53 | Фруктовый            | посёлок                       | ↘100      |

Упразднённые населённые пункты
- Блюменгоф (нем. Blumenhof, Цветодвор, также Беккера, нем. Beckers-Chutor; Бирнс, нем. Birns) — меннонитский хутор. Основан в 1899 году. До 1917 года входил в состав Канглынской волости Александровского (Пятигорского) уезда Ставропольской губернии; в советский период — Минераловодского района Орджоникидзевского края. Располагался на левом берегу реки Кума, в 25 км к северо-западу от Минеральных Вод. В населённом пункте имелась начальная школа (1926). Число жителей составляло: 30 (1909), 71 (1920), 78/72 немцев (1926)[47].
- Блюменфельд (нем. Blumenfeld , Цветополь, также Блюмфельд, нем. Blumfeld) — меннонитский хутор на собственной земле. Основан в 1915 году. До 1917 года входил в состав Канглынской волости Александровского (Пятигорского) уезда Ставропольской губернии; в советский период — Минераловодского района Орджоникидзевского края. Располагался в 10 км к северу от Минеральных Вод. Земли хутора занимали 356 десятин (1915). Число жителей составляло: 15 (1917), 53 (1920), 47/47 немцев (1926)[47].
- Верхнебалковский — посёлок. Постановлением губернатора Ставропольского края от 18 мая 1998 года № 335 исключён из учётных данных в связи с переселением жителей в другие населённые пункты. На момент упразднения входил в состав Гражданского сельсовета[48].
- Гроссфюрстенталь (нем. Grossfurstental, Великокняжеская Долина, также Гроссфюрстендорф, нем. Groftfurstendorf; Ротес Таль нем. RotesTal, Красная Долина) — меннонитское село на собственной земле. Основано в 1897 году. До 1917 года входило в состав Канглынской волости Александровского (Пятигорского) уезда Ставропольской губернии; в советский период — Минераловодского района Орджоникидзевского края. Располагалось в 25 км к северо-западу от Минеральных Вод. Названо в честь бывшего землевладельца, Великого князя Николая Николаевича. Основатели — из Великокняжеской волости Кубанской области. В населённом пункте имелся молельный дом; в советский период была открыта начальная школа (1926). В пользовании у жителей села находилось 3209 десятин земли (1917). Число жителей составляло: 317 (1909), 539 (1917), 589 (1920), 272/268 немцев (1926)[47].
- Дирксен Г. В. (нем. Dirksen) — лютеранский хутор на собственной земле. До 1917 года входил в состав Канглынской волости Александровского (Пятигорского) уезда Ставропольской губернии. Располагался к северу от Минеральных Вод. В пользовании у жителей хутора находилось 275 десятин земли. Число жителей составляло 26 чел. (1917)[47].
- Екатеринославский — лютеранский хутор на собственной земле. До 1917 года входил в состав Канглынской волости Александровского (Пятигорского) уезда Ставропольской губернии. Располагался к северу от Минеральных Вод. Земли хутора занимали 511 десятин. Число жителей составляло 26 чел. (1917)[47].
- Лаварово (также Ловарово, Лаврово) — меннонитское село на собственной земле. Основано в 1914 году. До 1917 года входило в состав Канглынской волости Александровского (Пятигорского) уезда Ставропольской губернии; в советский период — Минераловодского района Орджоникидзевского края. Располагалось в 20 км к северо-западу от Минеральных Вод. Основатели — из Херсонского уезда Херсонской губернии. Земли хутора занимали 676 десятин (1914). Имелась начальная школа (1926). Число жителей составляло: 78 (1917), 158 (1920), 183/176 немцев (1926)[47].
- Либенталь (нем. Liebental) — немецкое село. В советский период входило в состав Курсавского района Орджоникидзевского края. Располагалось к юго-востоку от Ставрополя. Число жителей: 294/293 немцев (1926)[47].
- Туманский — посёлок. Решением Президиума Ставропольского краевого Совета народных депутатов от 28 февраля 1991 года № 25 исключён из учётных данных в связи с переселением жителей в другие населённые пункты. На момент упразднения входил в состав Гражданского сельсовета[14].

## Местное самоуправление
Главы района (до 2015 года)
- Михаил Васильевич Чукавин. Дата назначения: 15.10.2010 года. Срок полномочий: октябрь 2015 года.

 Главы администрации района (до 2015 года)
- Сергей Константинович Авраменко.

Главы городского (с 2023 года муниципального) округа
- Сергей Юрьевич Перцев — возглавляет с 2015 года[49] (с перерывами) администрацию округа, учреждённую (организованную) решением Совета депутатов Минераловодского городского округа от 9 октября 2015 года № 9[50].
- с 2022 года (и. о.) — Городний Дмитрий Валерьевич[51]
- 2022—2024 — Сергиенко Вячеслав Станиславович[52]
- с 2024 года - и. о. Максим Гаранжа[3]

Председатели совета депутатов
- Зубач Александр Александрович[53]

## Экономика
Экономический потенциал городского округа по данным Статрегистра представляют 2191 предприятие, из них: 236 крупных и средних субъектов, 976 малых субъектов хозяйственной деятельности, 455 некоммерческих субъектов хозяйственной деятельности малого и среднего бизнеса. На территории городского округа зарегистрированы и работают 3039 предпринимателей без образования юридического лица.
Основу промышленности городского округа составляют 40 крупных и средних предприятий и организаций: ПК «Минераловодский хлебокомбинат», ЗАО «Водная компания „Старый источник“», АО «Кавминводы», ООО «Минераловодский винзавод», ООО «Минводы-Кровля», АО «Кавминстекло», ЗАО «Минераловодский мясокомбинат» и др.
Строительную индустрию на территории городского округа представляют 13 крупных и средних предприятий и организаций: ООО УМС «Минераловодское», ГУП СК «Минераловодское ДРСУ», ОАО «Монтажно-наладочное управление Минераловодское», Управление аварийно-восстановительных работ Филиал ООО «Газпром трансгаз Ставрополь» и др.
Основу агропромышленного комплекса составляют 16 сельскохозяйственных предприятий, занимающихся выращиванием зерна, технических культур, овцеводством, животноводством и т. д. Крупными из них являются ООО СХП «Новый Октябрь», ООО СХП им. К. Маркса, ОАО СПХ «Авангард» и другие. На территории округа находится 1819 крестьянско-фермерских хозяйств, производящих плодоовощную продукцию, мясо и молоко. Округ славится своим конезаводом ЗАО «ТПКЗ № 169», который выращивает известных всему миру лошадей ценной арабской породы.

## Почётные граждане муниципального округа
На 19 ноября 2021 года:
- Агеев Илия Алексеевич — благочинный приходов Минераловодского церковного округа, настоятель Покровского собора Минеральных Вод, митрофорный протоиерей
- Алтунина Александра Тихоновна — участница Великой Отечественной войны, освободитель города Минеральные Воды, ветеран педагогического труда.
- Асанов Мурат Магомедович — глава Побегайловского сельсовета Минераловодского района.
- Бецкий Павел Семенович — участник Великой Отечественной войны -
- Борзов Игорь Михалович — подполковник милиции, погиб при исполнении служебного долга.
- Васильев Александр Алексеевич — всю свою жизнь связал с сельским хозяйством и внёс значительный вклад в развитие этой отрасли на Ставрополье.
- Гармаш Павел Емельянович — Заслуженный учитель РСФСР, ветеран педагогического труда, 40 лет возглавлял среднюю школу № 103.
- Диктовой Василий Семенович — участник Великой Отечественной войны, гвардии полковник, начальник Минераловодской Технической школы ДОСААФ в период с 1969 года по 1979 год.
- Золоторев Михаил Григорьевич — участник Великой Отечественной войны, стахановец, кавалер ордена Трудового Красного Знамени, дважды Почетный железнодорожник.
- Кобылкин Анатолий Прокофьевич — участник Великой Отечественной войны, Почетный гражданин города Малгобек.
- Коцарь Станислав Андреевич — заслуженный работник транспорта РСФСР, заслуженный изобретатель РСФСР.
- Кузнецов Владимир Александрович — участник Великой Отечественной войны 1941—1945 гг., доктор исторических наук, профессор, заслуженный деятель науки РСФСР, археолог.
- Минаков Василий Иванович — герой Советского Союза, участник Великой Отечественной войны, гвардии генерал-майор авиации.
- Нестяков Виктор Петрович — почетный гражданин города Минеральные Воды и Минераловодского района -
- Овчареко Никита Иванович — участник Великой Отечественной войны, подполковник.
- Онищенко Василий Петрович — участник Великой Отечественной войны, освободитель города Минеральные Воды, Почетный гражданин города Малгобек.
- Скориков Пётр Моисеевич — участник Великой Отечественной войны.
- Товстиади Иван Харлампьевич — участник Великой Отечественной войны, заслуженный врач РСФСР.